# Rhinocypha immaculata
Rhinocypha immaculata е вид водно конче от семейство Chlorocyphidae. Видът не е застрашен от изчезване.

## Разпространение
Разпространен е в Индия (Аруначал Прадеш, Асам, Западна Бенгалия, Манипур, Мегхалая и Утаракханд).